# فلبوس أسطواني الرقبة
فلبوس أسطواني الرقبة (الاسم العلمي: Phyllobius cylindricollis) هو نوع من الحشرات يتبع جنس الفلبوس من فصيلة السوسية الحقيقية.